# Oreophryne choerophrynoides
Oreophryne choerophrynoides é uma espécie de anfíbio anuro da família Microhylidae. Está presente na Indonésia. A UICN classificou-a como vulnerável.